# 나카무라 유리카
나카무라 유리카(일본어: 中村 ゆりか, 1997년 3월 4일~)는 일본의 배우이다.

## 내력
중학교 1학년 때 시부야에서 스카우트되어 연예계에 들어선다.

## 인물
- 아버지가 일본인, 어머니가 타이완인이다[2].

## 출연

### 영화
- 벌룬 릴레이 (2012년, 도쿄 테아트르/디지털 SKIP 스테이션) - 스즈키 역
- 5windows (2012년, boid) - 주연·리쿠 역
- 구제 (2013년) - 주연
- 니시노 유키히코의 사랑과 모험 (2014년, 토호 영상 사업부) - 미나미 역
- 극장판 카케구루이2: 절체절명의 러시안 룰렛 (2021년, GAGA) - 이가라시 사야카 역

### 드라마
- 정말로 있었던 무서운 이야기 제17밤 (2010년 4월 2일, 브로드웨이) - 주연 ※비디오 드라마
- 의혹 (2012년 11월 9일, 후지 TV)
- 홀릭~xxxHOLiC~ 제4화 (2013년 3월 17일, WOWOW) - 치카게 역
- 희미한 그녀 (2013년 4월 ~ 6월, 칸사이 TV) - 오이타니 미카 역
- 쓸쓸한 사냥꾼 (2013년 9월 20일, 후지 TV) - 아다치 아키코(소녀 시절) 역
- 롱 굿바이 제3 ~ 최종화 (2014년 5월 3일 ~ 17일, NHK) - 카미이도 아이코(소녀 시절) 역
- 가족 사냥 (2014년 7월 ~ 9월, TBS) - 요시자와 아이 역
- 지옥선생 누~베~ (2014년 10월 ~ 12월, 닛폰 TV) - 시노자키 아이 역
- 구구는 고양이다 제3 ~ 최종화 (2014년 11월 1일 ~ 8일, WOWOW) - 코지마 아사코(중학 시절) 역
  - 구구는 고양이다 2 -good good the fortune cat- 제3화 (2016년 6월 25일) - 코지마 아사코(대학생) 역
- 연속 TV 소설 마레 (2015년 5월 ~ 9월, NHK) - 이케하타 미나미 역
  - 스핀오프 전편 〈나와 그녀의 서머 타임 블루스〉 (2015년 10월 24일, NHK BS 프리미엄)
  - 스핀오프 후편 〈이치코의 사랑~요이치로 25년째의 결단~〉 (2015년 10월 31일, NHK BS 프리미엄)
- 서머 스토커즈 블루스 (2015년 9월 26일, 후지 TV) - 하루 역
- 언젠가 티파니에서 아침을 (2015년 10월 ~ 12월, 닛폰 TV) - 다테 키미코 역
  - 언젠가 티파니에서 아침을 Season2 (2016년 1월 ~ 3월)
- 신춘 스페셜 드라마 〈후지 패밀리〉 (2016년 1월 2일, NHK) - 카스미 역
- 장인어른이라고 부르게 해줘 (2016년 1월 ~ 3월, 칸사이 TV) - 나카모리 아이 역
- 기적의 인간 (2016년 4월 ~ 6월, NHK BS 프리미엄)
- 사폐ーDEATH CASHー (2016년 7월 ~ 9월, TBS) - 우에노 마리 역
- 이랬을지도 모를 여배우들 2016 (2016년 10월 10일, 후지 TV) - 키무라 미오 역
- 춤춰라! 카구라공주 (2016년 11월 30일, NHK BS 프리미엄) - 미카와 타마키 역
- 나는 마리안에 (2017년 10월, 후지TV) - 카키구치 요리 역
- 카케구루이 (2018년 1월~3월, MBS TBS) - 이가라시 사야카 역
- 왼손잡이 에렌 (2019년 10월~12월, MBS TBS) - 카토 사유리 역
- 카케구루이 시즌2 (2019년 3월~4월, MBS TBS) - 이가라시 사야카 역
- 길티- 이 사랑은 죄입니까? - 루이 역

### 뮤직 비디오
- SEAMO 〈ONE LIFE〉 (2011년)
- Indigo la End 〈sweet spider〉 (2013년)
- GReeeeN 〈탄포포〉 (2015년)
- group_inou 〈BLUE〉 (2015년)